# California Scheming
California Scheming è un film del 2014 diretto da Marco Weber.

## Trama
Chloe Vandersteen, giovane seduttrice da poco giunta a Malibu, trascina tre giovani, gli amici Nick e Jason e Hillary, in un mondo di droga e infrazioni.